# Shadows of Lylat
Star Fox: Shadows of Lylat es un videojuego de simulación espacial para computadora desarrollado por el SoL Team. Será distribuido como un juego 3rd-party gratis por un grupo de fanes de la serie de Star Fox. Shadows of Lylat ha estado en desarrollo desde hace algún tiempo. Está siendo desarrollado con FreeSpace 2 Open Engine e incorpora muchos nuevos procesos como misiones en riel y en planetas.

## Historia
Star Fox: Shadows of Lylat tiene lugar durante el tiempo entre Star Fox 64 y Star Fox Adventures. Hasta la fecha no mucho se ha revelado de la historia del juego, pero se ha comentado que muchas de las áreas ya conocidas (como Corneria) regresarán en este juego. Juzgando por las fotos de la página web del foro de Shadows of Lylat, naves como el Crucero de Asalto (Assault Cruiser) de Star Fox 64, y el Caza Corneriano (de Star Fox 64 y Star Fox Command) regresarán y serán enormemente modificados de sus diseños originales. Como el juego no es oficial, Shadows of Lylat no es considerado canon.

## Vehículos
Las fotos muestran que varias versiones del Arwing (desde Star Fox 64 hasta Star Fox: Assault) serán implementadas, además del Arwing del primer Star Fox para SNES.
La Wolfen de Star Fox: Assault ha sido confirmada por DaBrain como vehículo para el modo multijugador. De si esto significa que el equipo Star Wolf podría ser controlable en el modo de un jugador o solo es una sección añadida para el Multijugador aún no está confirmado.

## Multijugador
Hasta ahora hay poca información concerniente al modo Multijugador de Shadows of Lylat. Sin embargo, varias fotos de los foros de Shadows of Lylat muestran una versión limitada del modo multijugador. Los modos a incluir son Cooperativo, Deathmatch / Competencia por Equipos, y Batalla.

## Detalles técnicos
El motor mejorado FreeSpace 2 es un motor para plataformas con soporte para PC, Linux y Mac OS. Debido a los avances del motor, se espera que Shadows of Lylat tenga requerimientos del sistema altos.
Para máxima calidad gráfica se requiere una tarjeta de video 3.0 con al menos 256 MB de ram . Como requerimiento mínimo una tarjeta T&L con 64 MB de ram es necesaria.

## Respuesta de Q-Games a Shadows of Lylat
Durante las etapas iniciales de la producción de SoL, a muchos les preocupaba que Nintendo pudiera revocar el juego y ordenar su cancelación por violación de derechos de autor. Sin embargo, Abraham Álvarez hizo una declaración referente a SoL, publicada en 4colorrebellion.com:
Bien, mientras no intenten ganar dinero con ello, es "fan-art" y está bien hasta donde yo sé.
Creo haber visto un video en YouTube hace poco y lucía interesante en cierto modo, pero no he visto las versiones recientes.
Comentarios interesantes? Hmm.. La mejor de las suertes para ellos - Yo personalmente se lo difícil que es hacer un juego de Star Fox (habiendo hecho 3 de ellos), y no es tan fácil como parece. ~Dylan Cuthbert, Presidente de Q-Games
Hay que hacer notar, sin embargo, que los derechos de autor de Star Fox son propiedad de Nintendo, y no de Q-Games.
- Datos: Q6126785